# Dancker Danckerts
Pour les articles homonymes, voir Danckerts.
Dancker Danckerts, baptisé le 5 février 1634 à Amsterdam où il est enterré le 8 décembre 1666, est un graveur et éditeur néerlandais.

## Biographie

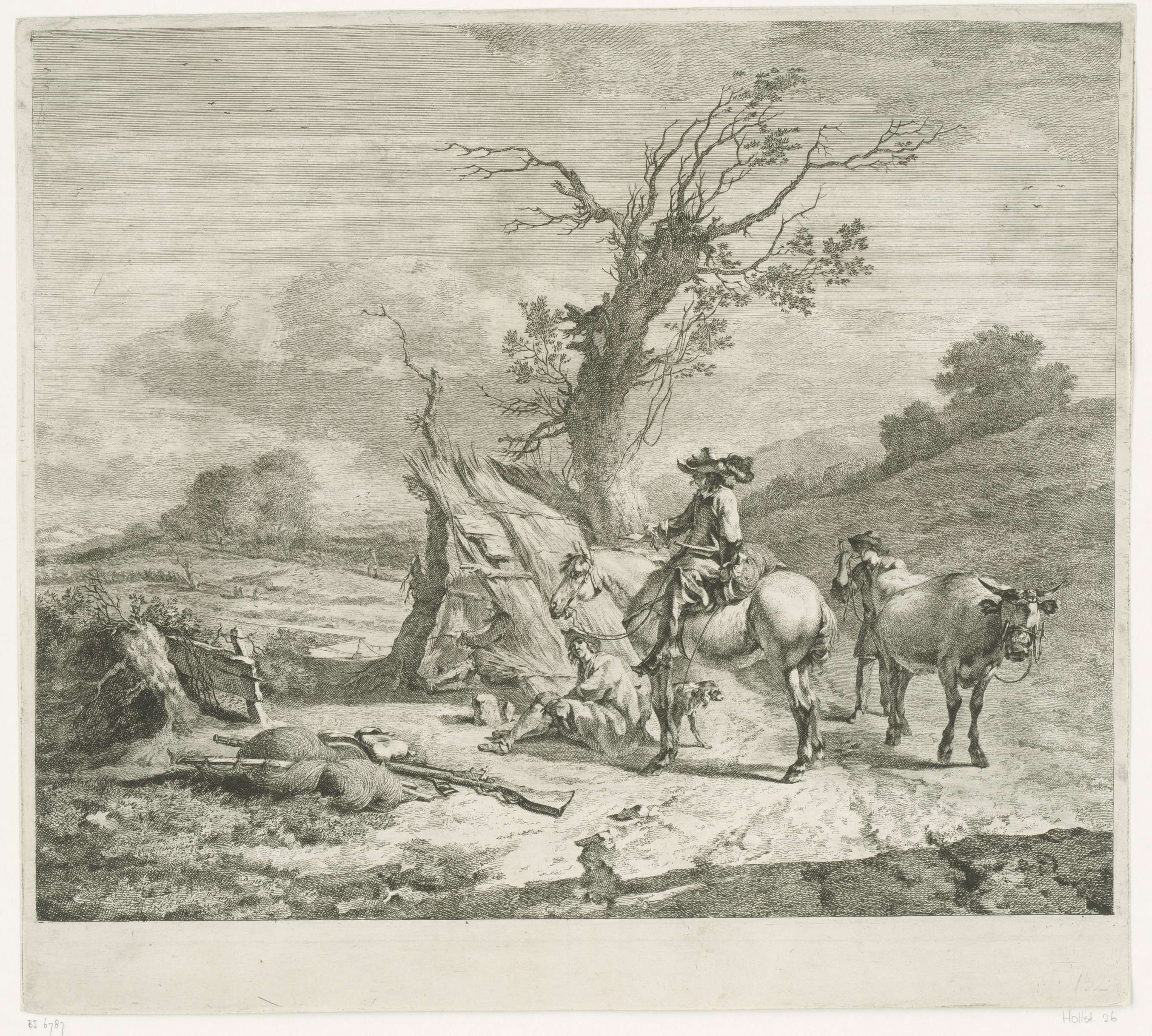
Oiseleur à l'affut (1658 - 1662)

Il est le fils de Cornelis Danckerts d'Amsterdam et d'Anne Minne. Les Danckerts appartenaient à une grande famille de graveurs, de cartographes, de marchands d'impressions et d'éditeurs d'Amsterdam vivant dans le Kalverstraat .
Il est le frère de Justus et d'Anna, épouse du marchand d'art et d'imprimer éditeur Hieronymus Sweerts.  
Le recueil des principes de base d'une architecture universelle (Die Grund-regeln Der Bau-Kunst ), publié pour la première fois en 1616 par Vincent Scamozzi et traduite en néerlandais en 1640 par Cornelis Danckerts est publié à Amsterdam (Kalverstraat), en 1665, en deux volumes. Une page de titre est l'image miroir de la version italienne de 1616 par son fils Dancker Danckerts. L'autre titre est une gravure de Justus Danckerts qui vivait dans la même maison.
Dancker Danckerts est actif à Amsterdam de 1654 à 1666 avec un passage probable à Venise en 1656 d'après l'inscription sur un dessin à Parme.

## Œuvres

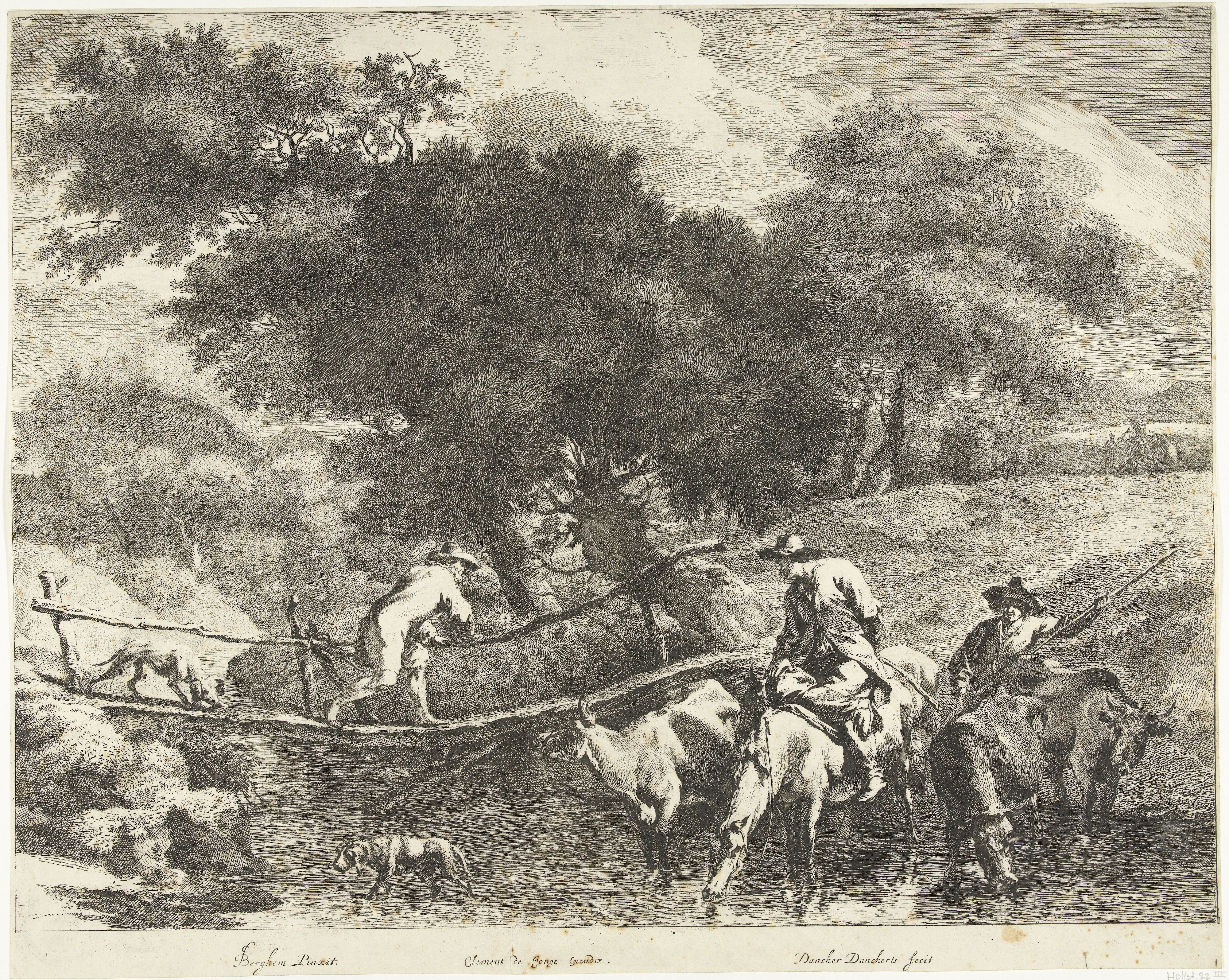
L'homme et son chien sur le pont

Dancker Danckerts est connu à la fois pour ses gravures de peintures, de cartes et ses publications. Ses œuvres sont recherchées et figurent dans de nombreux musées, bibliothèques et collections d'archives du monde entier.
- Algemeen middel tot de practijck der doorzight-kunde op tafereelen ..., livre sur la perspective et l'architecture de Abraham Bosse, 1664, édité par Dancker Danckerts, Amsterdam, 134p[4]
- Orbis terrarum, carte mondiale illustrée par Dancker Danckerts, 1658[5]
- Nouvelle carte du monde, gravée, illustrée, peinte à la main et éditée par Dancker Danckerts[6]
- Plan de Vienne en Autriche, 1690, par Dancker Danckerts[7]
- La ville de Naples vue de la mer, cartographie de 1660 par Dancker Danckerst[8]
- Façade de l'hôtel de ville d'Amsterdam, d'après un dessin de Jacob Vennekool gravé et édité par Dancker Danckerts, Rijsmuseum[9]
- Scène pastorale, estampe d'après Nicolas Berchem, Marylin pink / fine art[10]
- Série de Scènes paysannes, frontispices d'après Nicolas Berchem, 1659-1664, British Museum[11]
- Des estampes gravées d'après Nicolas Berchem estampillées Dancker Danckerts fecit & excudit sont décrites dans plusieurs catalogues comme celui du cabinet de Mr Daniel Marsbag en 1775, avec la Chasse aux pinsons et différents paysages[12] ou celui de la collection d'estampes de P. P. Rubens et d'A. van Dyck en 1794, avec la chasse aux cerfs et des paysages avec des ruines, des bergers ou des bœufs[13]
- Bacchanale et Syrinx jouant du tambourin, d'après Corneille Hollstein, estampes gravées et imprimées par Dancker Danckerts [14].

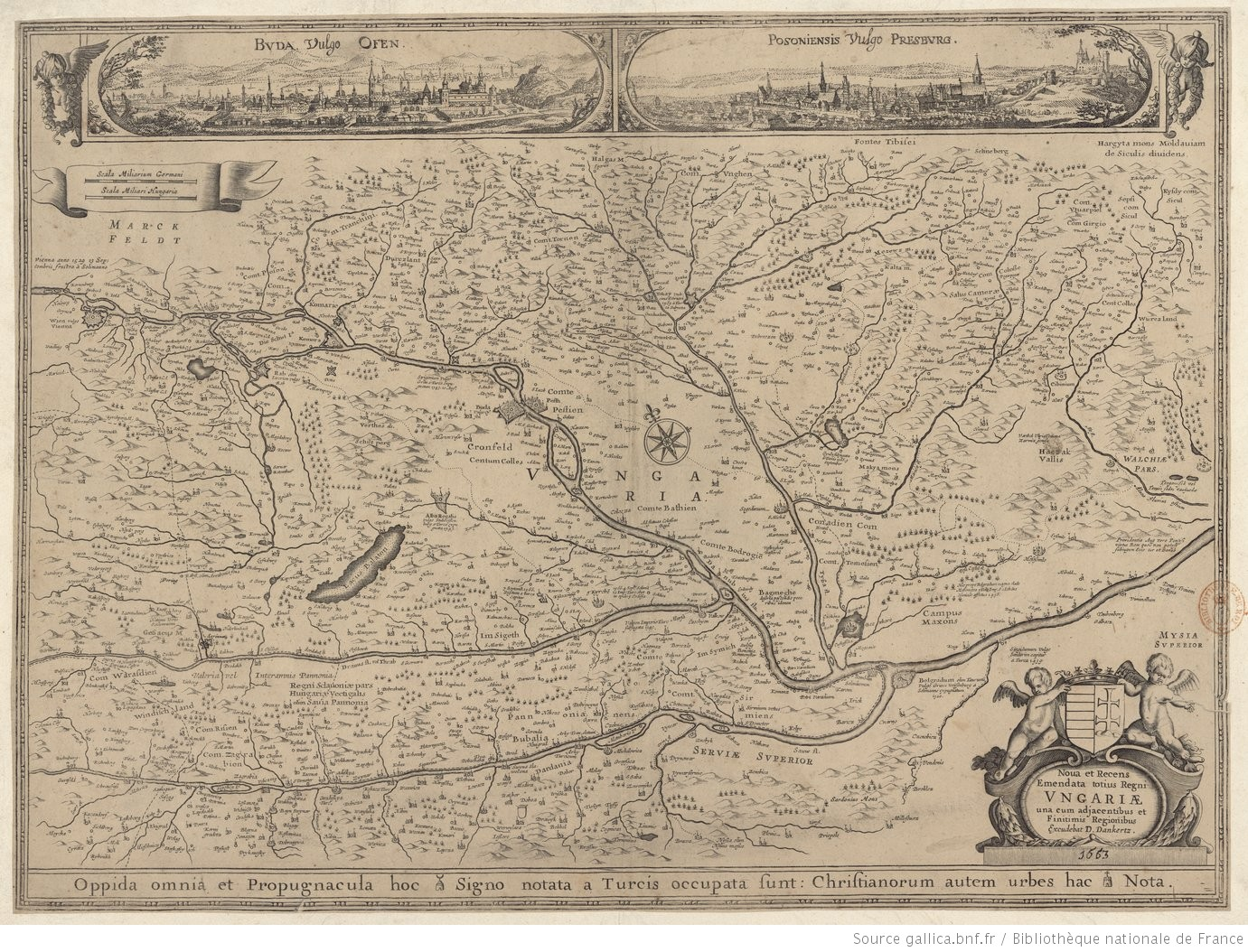
Carte du royaume de Hongrie
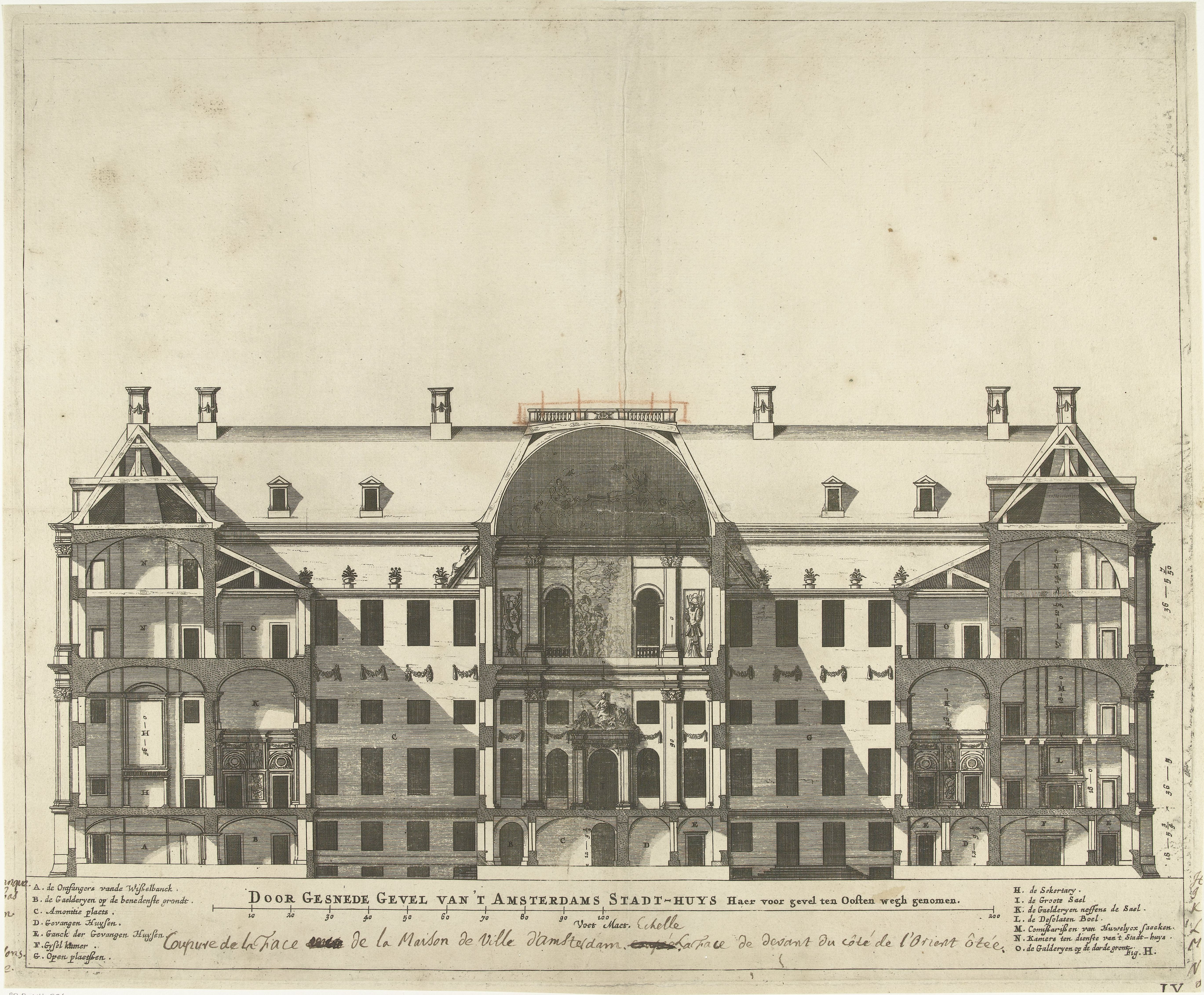
Façade de l'hôtel de ville d'Amsterdam
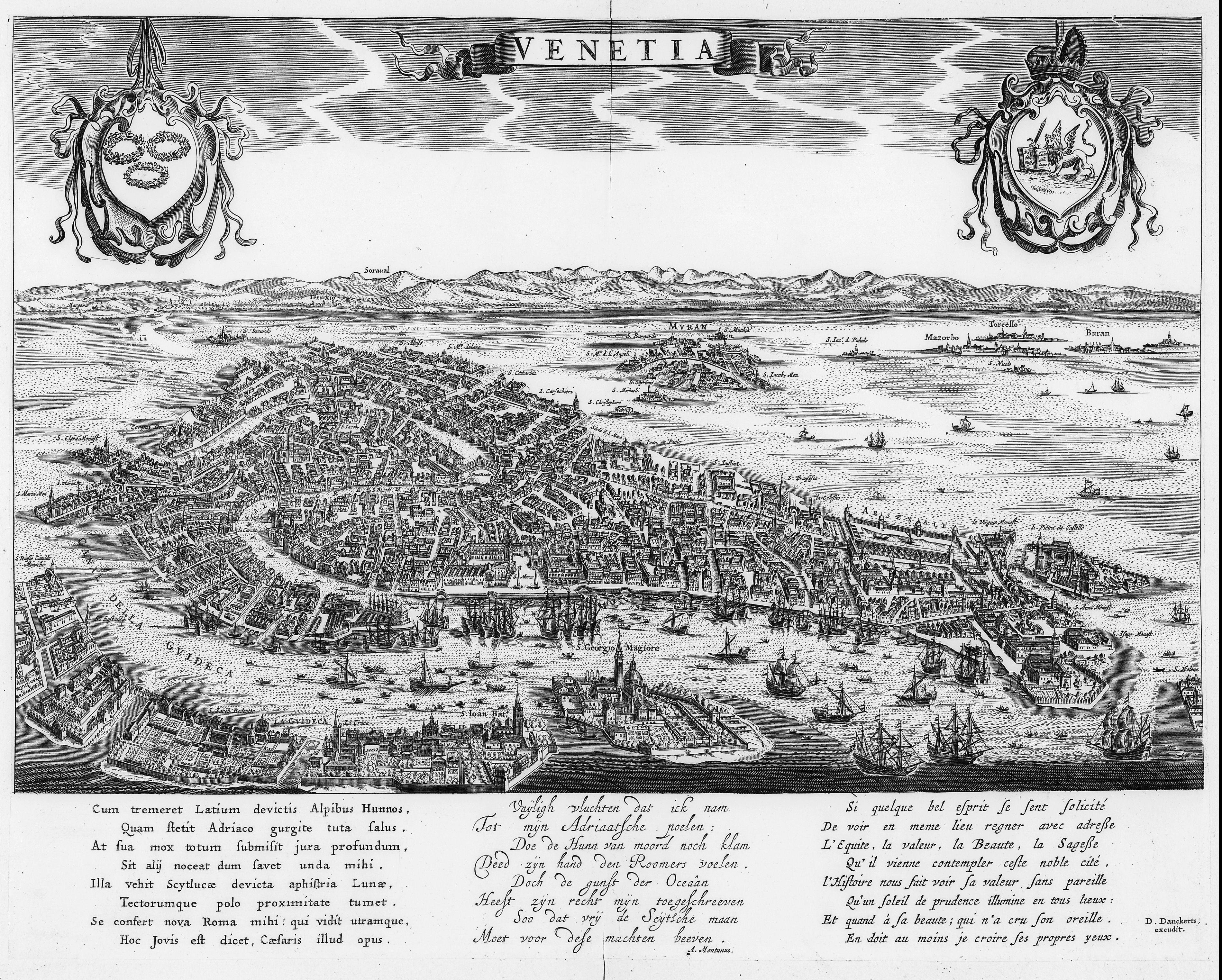
Plan de Venise